# Joan de Patmos
Joan de Patmos (també anomenat Joan el Revelador, Joan el Diví o Joan el Teòleg) és el nom donat a l'autor de l'Apocalipsi, el text apocalíptic que forma el capítol final del Nou Testament. El text de l'Apocalipsi declara que l'autor es diu Joan i que viu a l'illa grega de Patmos, on per cert, es considera que està exiliat a conseqüència de la persecució contra els cristians sota l'emperador romà Domicià.
Tradicionalment, l'escriptor de l'Apocalipsi ha estat àmpliament considerat com a Joan l'Apòstol, que també era vist com a autor de l'Evangeli de Joan. No obstant això, altres van identificar a l'autor com a Joan el Vell i molts erudits moderns creuen que va ser escrit per un altre autor desconegut, al que han donat el nom de Joan de Patmos.

## Apocalipsi
L'autor de l'Apocalipsi s'identifica només com a "Joan". Tradicionalment, es creia sovint que era la mateixa persona que Joan, fill de Zebedeu, un dels apòstols de Jesús, a qui també es va atribuir l'Evangeli de Joan. L'escriptor de principis del segle ii Justí Màrtir, va ser el primer a equiparar l'autor de l'Apocalipsi amb Joan l'Apòstol. Altres escriptors cristians, però, com Dionís d'Alexandria i Eusebi de Cesarea, en assenyalar les diferències en el llenguatge i la perspectiva teològica entre aquesta obra i l'Evangeli, descartaren aquesta possibilitat, i advocaren per l'exclusió del Llibre de la Revelació del cànon com a resultat. La suposició que l'apòstol Joan va ser també autor del llibre de l'Apocalipsi és àmpliament rebutjada en l'erudició crítica moderna.
L'escriptor cristià primerenc Pàpies semblava, en els seus escrits, distingir entre Joan l'Evangelista i Joan el Vell, i molts erudits bíblics ara sostenen que l'últim va ser l'autor de l'Apocalipsi.

## Illa de Patmos
Joan es considera que està exiliat a Patmos, durant una època de persecució sota el govern de l'emperador romà Domicià. Apocalipisi 1:9 afirma: " Jo, Joan, germà i company vostre en la tribulació...em trobava exiliat a l'illa de Patmos per haver anunciat la paraula de Déu i per haver donat testimoni de Jesucrist" Adela Yarbro Collins, una estudiosa bíblica a la Yale Divinity School, escriu:
La tradició primerenca diu que Joan va ser bandejat a Patmos per les autoritats romanes. Aquesta tradició és creïble perquè el desterrament era un càstig comú que s'utilitzava durant el període imperial per una sèrie de delictes. Entre aquests delictes hi havia les pràctiques de la màgia i l'astrologia. La profecia era vista pels romans com a pertanyent a la mateixa categoria, ja fóra pagana, jueva o cristiana. La profecia amb implicacions polítiques, com l'expressada per Joan en el llibre de l'Apocalipsi, hauria estat percebuda com una amenaça per al poder polític romà i l'ordre. Tres de les illes a l'Espòrades eren els llocs on eren bandejats els delinqüents polítics. (Plini Història Natural 4,69-70; Tàcit 4.30 Annals)